# 우암역
우암역(Uam station, 牛岩驛)은 부산광역시 남구 우암1동에 위치한 컨테이너화물역이다. 1951년부터 1995년까지는 이 역이 우암선의 종점이었다.

## 연혁
- 1945년 5월 16일 : 적기선(赤崎線) 개통과 함께 적기부두역(赤崎埠頭驛)으로 영업 개시[1]
- 일자 불명 : 적기선 폐지 혹은 선로 철거
- 1951년 8월 10일 : 부전-우암 간 우암선 개통과 함께 우암역(牛岩驛)으로 영업 개시[2]
- 1984년 2월 1일 : 부산진-우암 간으로 선로 이설[3]
- 1999년 2월 25일 : 배치간이역으로 격하[4]
- 2017년 12월 18일 : 화물 취급 중지[5]

## 역 주변
- KCTC
- 우암보세창고
- 제 7부두
- 우암초등학교